# Liste des records collectifs de la LNH
La liste des records collectifs de la LNH depuis sa création en 1917 et jusqu'à la fin de saison 2022-2023.

## Par saison
Les différents records de la LNH réalisés en une saison par les formations de la ligue au travers de son existence. 

### Classement final
- Plus de points : 135 par les Bruins de Boston  en 2022-2023 65 victoires, 12 défaites et 5 défaites en prolongation pour 82 parties jouées)
- Meilleur pourcentage de points : 87,5 % par les Bruins de Boston en 1929-1930 (38 victoires, 5 défaites et 1 match nul pour 77 points en 44 parties jouées)
- Moins de points : 8 par les Bulldogs de Québec en 1919-1920 (4 victoires, 20 défaites et 0 match nul pour 24 parties jouées)
- Moins de points (minimum de 70 parties) : 21 par les Capitals de Washington en 1974-1975 (8 victoires, 67 défaites et 5 matchs nuls pour 80 parties jouées)
- Pire pourcentage de points : 13,1 % par les Capitals de Washington en 1974-1975 (8 victoires, 67 défaites et 5 matchs nuls pour 80 parties jouées)

### Victoires
- Plus de victoires : 65 accomplies par les Bruins de Boston en 2022-2023 (82 parties jouées)
- Plus de victoires à domicile : 36 réalisées par les Flyers de Philadelphie en 1975-1976 (40 parties jouées) et par les Red Wings de Détroit en 1995-1996 (41 parties jouées)
- Plus de victoires sur la route : 31 réussies par les Red Wings de Détroit en 2005-2006 (41 parties jouées)
- Moins de victoires : 4 réalisées par les Bulldogs de Québec en 1919-1920 (24 parties jouées) et par les Quakers de Philadelphie en 1930-1931 (44 parties jouées)
- Moins de victoires (minimum de 70 parties) : 8 accomplies par les Capitals de Washington en 1974-1975 (80 parties jouées)
- Moins de victoires à domicile : 2 victoires par les Black Hawks de Chicago en 1927-1928 (22 parties jouées)
- Moins de victoires à domicile (minimum de 70 parties) : 6 victoires réussies par les Black Hawks de Chicago de 1954-1955 (35 parties jouées) et par les Capitals de Washington de 1975-1976 (40 parties jouées)
- Moins de victoires sur la route : 0, les Arenas de Toronto de 1918-1919 (9 parties jouées), les Bulldogs de Québec de 1919-1920 (12 parties jouées) et les Pirates de Pittsburgh de 1929-1930 (22 parties jouées) n'ont aucune victoire de toute leur saison respective
- Moins de victoires sur la route (minimum de 70 parties) : 1 victoire seulement par les Capitals de Washington en 1974-1975 (40 parties jouées) et par les Sénateurs d'Ottawa en 1992-1993 (41 parties jouées)

### Défaites
- Moins de défaites : 5 défaites subies par les Sénateurs d'Ottawa en 1919-1920 (24 parties jouées) et par les Bruins de Boston en 1929-1930 (44 parties jouées) de même que par les Canadiens de Montréal, 1943-1944 (50 parties jouées)
- Moins de défaites à domicile : 0. Les Sénateurs d'Ottawa de 1922-1923 (12 parties jouées) et les Canadiens de Montréal de 1943-1944 (25 parties jouées) n'ont connu aucun revers
- Moins de défaites sur la route : 3 défaites pour les Canadiens de Montréal de l'édition 1928-1929 (22 parties jouées)
- Moins de défaites (minimum de 70 parties) : 8 par les Canadiens de Montréal en 1976-1977 (80 parties jouées)
- Moins de défaites à domicile (minimum de 70 parties) : 1 défaite seulement pour les Canadiens de Montréal en 1976-1977 (40 parties jouées)
- Moins de défaites sur la route (minimum de 70 parties) : 6 défaites ont été réalisées par les Canadiens de Montréal de 1972-1973 (39 parties jouées), les Canadiens de Montréal de 1974-1975 (40 parties jouées) et les Canadiens de Montréal de 1977-1978 (40 parties jouées)
- Plus de défaites : 71 défaites encaissées par les Sharks de San José en 1992-1993 (84 parties jouées)
- Plus de défaites à domicile : 32 revers pour les Sharks de San José en 1992-1993 (41 parties jouées)
- Plus de défaites sur la route : 40 défaites par les Sénateurs d'Ottawa en 1992-1993 (41 parties jouées)

### Nuls
- Plus de matchs nuls : 24 matchs se sont terminés à égalité chez les Flyers de Philadelphie en 1969-1970 (76 parties jouées)
- Plus de matchs nuls à domicile : 13 matchs nuls réalisés par les Rangers de New York en 1954-1955 (35 parties jouées), les Flyers de Philadelphie en 1969-1970 (38 parties jouées), les Golden Seals de la Californie en 1971-1972 (39 parties jouées), les Golden Seals de la Californie en 1972-1973 (39 parties jouées) et les Black Hawks de Chicago en 1973-1974 (39 parties jouées)
- Plus de matchs nuls sur la route : 15 par les Flyers de Philadelphie en 1976-1977 (40 parties jouées)
- Moins de matchs nuls (depuis 1926-1927) : 1 par les Bruins de Boston en 1929-1930 (44 parties)
- Moins de matchs nuls (minimum de 70 parties) : 2 par les Sharks de San José en 1992-1993 (84 parties)

### Séquences de victoires
- Plus longue séquence de victoires : 17, Penguins de Pittsburgh (9 mars au 10 avril 1993)
- Plus longue séquence de victoires à domicile : 23, Red Wings de Détroit (5 novembre 2011 au 19 février 2012)
- Plus longue séquence de victoires sur la route : 12, Red Wings de Détroit (1er mars au 15 avril 2006) et Wild du Minnesota (18 février au 9 avril 2015)
- Plus longue séquence de victoires à partir du début de la saison : 10, Maple Leafs de Toronto,1993-1994 et Sabres de Buffalo, 2006-2007
- Plus longue séquence de victoires à domicile à partir du début de la saison : 11, Black Hawks de Chicago, 1963-1964
- Plus longue séquence de victoires sur la route à partir du début de la saison : 10, Sabres de Buffalo (4 octobre au 13 novembre 2006)
- Plus longue séquence de victoires, incluant les séries éliminatoires : 15, Red Wings de Détroit (27 février au 5 avril 1955) (9 en saison et 6 en séries) et Devils du New Jersey (28 mars au 29 avril 2006) (11 en saison et 4 en séries)
- Plus longue séquence de victoires à domicile, incluant les séries éliminatoires : 24, Flyers de Philadelphie (4 janvier au 25 avril 1976) (20 en saison et 4 en séries)
- Plus longue séquence de victoires sur la route, incluant les séries éliminatoires : 11, Devils du New Jersey (27 février au 17 avril 2001) (10 en saison et 1 en séries)

### Séquences sans défaites
- Plus longue séquence sans défaites : 35, Flyers de Philadelphie (14 octobre 1979 au 6 janvier 1980) (25 victoires et 10 matchs nuls)
- Plus longue séquence sans défaites à domicile : 34, Canadiens de Montréal (1er novembre 1976 au 2 avril 1977) (28 victoires et 6 matchs nuls)
- Plus longue séquence sans défaites sur la route : 23, Canadiens de Montréal (27 novembre 1974 au 12 mars 1975) (14 victoires et 9 matchs nuls)
- Plus longue séquence sans défaites à partir du début de la saison : 15, Oilers d'Edmonton, 1984-1985 (12 victoires et 3 matchs nuls)
- Plus longue séquence sans défaites à domicile à partir du début de la saison : 26, Flyers de Philadelphie (11 octobre 1979 au 3 février 1980) (19 victoires et 7 matchs nuls)
- Plus longue séquence sans défaites sur la route à partir du début de la saison : 15, Red Wings de Détroit (18 octobre au 20 décembre 1951) (10 victoires et 5 matchs nuls)
- Plus longue séquence sans défaites, incluant les séries éliminatoires : 24, Canadiens de Montréal (21 février au 11 avril 1980) (15 victoires et 6 matchs nuls en saison et 3 victoires en séries)
- Plus longue séquence sans défaites à domicile, incluant les séries éliminatoires : 38, Canadiens de Montréal (1er novembre 1976 au 26 avril 1977) (28 victoires et 6 matchs nuls en saison et 4 victoires en séries)
- Plus longue séquence sans défaites sur la route, incluant les séries éliminatoires : 13, Flyers de Philadelphie (26 février au 21 avril 1977) (6 victoires et 4 matchs nuls en saison et 3 victoires en séries), Canadiens de Montréal (26 février au 20 avril 1980) (6 victoires et 4 matchs nuls en saison et 3 victoires en séries) et Islanders de New York (16 mars au 1er mai 1980) (3 victoires et 3 matchs nuls en saison et 7 victoires en séries)

### Séquences de points
- Plus longue séquence de points : 35, Flyers de Philadelphie (14 octobre 1979 au 6 janvier 1980) (25 victoires et 10 matchs nuls)
- Plus longue séquence de points à partir du début de la saison : 24, Blackhawks de Chicago (19 janvier au 6 mars 2013) (21 victoires et 3 défaites en prolongation)

### Séquences de défaites
- Plus longue séquence de défaites : 17, Capitals de Washington (18 février au 26 mars 1975) et Sharks de San José (4 janvier au 12 février 1993)[2]
- Plus longue séquence de défaites à domicile : 14, Penguins de Pittsburgh (31 décembre 2003 au 22 février 2004)
- Plus longue séquence de défaites sur la route : 38, Sénateurs d'Ottawa (10 octobre 1992 au 3 avril 1993)
- Plus longue séquence de défaites à partir du début de la saison : 11, Rangers de New York, 1943-1944
- Plus longue séquence de défaites à domicile à partir du début de la saison : 8, Kings de Los Angeles (13 octobre au 6 novembre 1971)
- Plus longue séquence de défaites sur la route à partir du début de la saison : 38, Sénateurs d'Ottawa (10 octobre 1992 au 3 avril 1993)

### Séquences sans victoires
- Plus longue séquence sans victoires : 30, Jets de Winnipeg (19 octobre au 20 décembre 1980) (23 défaites et 7 matchs nuls)[3]
- Plus longue séquence sans victoires à domicile : 17, Sénateurs d'Ottawa (28 octobre 1995 au 27 janvier 1996) (15 défaites et 2 matchs nuls) et Thrashers d'Atlanta (19 janvier au 29 mars 2000) (15 défaites et 2 matchs nuls)
- Plus longue séquence sans victoires sur la route : 38, Sénateurs d'Ottawa (10 octobre 1992 au 3 avril 1993) (38 défaites)
- Plus longue séquence sans victoires à partir du début de la saison : 15, Rangers de New York, 1943-1944 (14 défaites et 1 match nul)
- Plus longue séquence sans victoires à domicile à partir du début de la saison : 11, Penguins de Pittsburgh (8 octobre au 19 novembre 1983) (9 défaites et 2 matchs nuls)
- Plus longue séquence sans victoires sur la route à partir du début de la saison : 38, Sénateurs d'Ottawa (10 octobre 1992 au 3 avril 1993) (38 défaites)

### Séquences sans blanchissages
- Plus longue séquence sans blanchissages : 264, Flames de Calgary (12 novembre 1981 au 9 janvier 1985)
- Plus longue séquence sans blanchissages, incluant les séries éliminatoires : 264, Kings de Los Angeles (15 mars 1986 au 6 avril 1989) (5 matchs en séries en 1987, 5 en 1988 et 2 en 1989)

### Buts
- Plus de buts : 446, Oilers d'Edmonton, 1983-1984 (80 parties jouées)
- Plus de buts, 1 équipe, 1 partie : 16, Canadiens de Montréal (3 mars 1920) à Québec. Montréal gagne 16-3
- Plus de buts, les 2 équipes, 1 partie : 21, Canadiens de Montréal (14), Saint-Patricks de Toronto (7) (10 janvier 1920 à Montréal) et Oilers d'Edmonton (12), Black Hawks de Chicago (9) (11 décembre 1985 à Chicago)
- Plus de buts, 1 équipe, 1 période : 9, Sabres de Buffalo (19 mars 1981 à Buffalo, 2e période lors d'une victoire 14-4 contre Toronto)
- Plus de buts, les 2 équipes, 1 période : 12, Sabres de Buffalo (9), Maple Leafs de Toronto (3) (19 mars 1981 à Buffalo, 2e période. Buffalo gagne 14-4) et Oilers d'Edmonton (6), Black Hawks de Chicago (6) (11 décembre 1985 à Chicago, 2e période. Edmonton gagne 12-9)
- Moins de buts : 33, Black Hawks de Chicago, 1928-1929 (44 parties jouées)
- Moins de buts (minimum de 70 parties) : 133, Black Hawks de Chicago, 1953-1954 (70 parties jouées)
- Plus de buts en supériorité numérique : 119, Penguins de Pittsburgh, 1988-1989 (80 parties jouées)
- Plus de buts en infériorité numérique : 36, Oilers d'Edmonton, 1983-1984 (80 parties jouées)
- Plus haute moyenne de buts par partie : 5,58, Oilers d'Edmonton, 1983-1984 (446 buts en 80 parties jouées)
- Plus faible moyenne de buts par partie : 0,75, Black Hawks de Chicago, 1928-1929 (33 buts en 44 parties jouées)

### Assistances
- Plus d'assistances : 737, Oilers d'Edmonton, 1985-1986 (80 parties jouées)
- Moins d'assistances (depuis 1926-1927) : 45, Rangers de New York, 1926-1927 (44 parties jouées)
- Moins d'assistances (minimum de 70 parties) : 206, Black Hawks de Chicago, 1953-1954 (70 parties jouées)

### Points
- Plus de points : 1 182, Oilers d'Edmonton, 1983-1984 (446B, 736A en 80 parties jouées)
- Plus de points, 1 équipe, 1 partie : 40, Sabres de Buffalo (21 décembre 1975 à Buffalo. Buffalo gagne 14-2 contre Washington et obtient 26 assistances)
- Plus de points, les 2 équipes, 1 partie : 62, Oilers d'Edmonton, Black Hawks de Chicago (11 décembre 1985 à Chicago. Edmonton gagne 12-9. Edmonton obtient 24 assistances et Chicago 17)
- Plus de points, 1 équipe, 1 période : 23, Rangers de New York (21 novembre 1971 à New York, 3e période lors d'une victoire 12-1 contre la Californie. New York obtient 8B, 15A), Sabres de Buffalo (21 décembre 1975 à Buffalo, 3e période lors d'une victoire 14-2 contre Washington. Buffalo obtient 8B, 15A) et Sabres de Buffalo (19 mars 1981 à Buffalo, 2e période lors d'une victoire 14-4 contre Toronto. Buffalo obtient 9B, 14A)
- Plus de points, les 2 équipes, 1 période : 35, Oilers d'Edmonton, Black Hawks de Chicago (11 décembre 1985 à Chicago, 2e période lors d'une victoire d'Edmonton 12-9. Edmonton obtient 6B, 12A. Chicago obtient 6B, 11A)

### Buts les plus rapides
- Les 6 buts les plus rapides, les 2 équipes : 3 min, Nordiques de Québec, Capitals de Washington (22 février 1981 à Washington)
- Les 5 buts les plus rapides, les 2 équipes : 1 min 25 s, Black Hawks de Chicago, Maple Leafs de Toronto (15 octobre 1983 à Toronto)
- Les 5 buts les plus rapides, 1 équipe : 2 min 7 s, Penguins de Pittsburgh (22 novembre 1972 à Pittsburgh contre Saint-Louis)
- Les 4 buts les plus rapides, les 2 équipes : 49 s, Blues de Saint-Louis, Stars de Dallas (3 avril 2015 à Dallas)
- Les 4 buts les plus rapides, 1 équipe : 1 min 20 s, Bruins de Boston (21 janvier 1945 à Boston contre les Rangers de New York)
- Les 3 buts les plus rapides, les 2 équipes : 15 s, North Stars du Minnesota, Rangers de New York (10 février 1983 à Minnesota)
- Les 3 buts les plus rapides, 1 équipe : 20 s, Bruins de Boston (25 février 1971 à Boston contre Vancouver)
- Les 3 buts les plus rapides à partir du début d'une période, les 2 équipes : 38 s, Blues de Saint-Louis, Stars de Dallas (3 avril 2015 à Dallas en 2e période)
- Les 3 buts les plus rapides à partir du début d'une période, 1 équipe : 53 s, Flames de Calgary (10 février 1993 à Calgary contre San José)
- Les 2 buts les plus rapides, les 2 équipes : 2 s, Blues de Saint-Louis, Bruins de Boston (19 décembre 1987 à Boston) et Wild du Minnesota, Blue Jackets de Columbus (5 janvier 2016 à Columbus)
- Les 2 buts les plus rapides, 1 équipe : 2 s, Canadiens de Montréal (1er novembre 2018 à Montréal contre Washington)[4]
- Les 2 buts les plus rapides à partir du début d'une partie, 1 équipe : 24 s, Oilers d'Edmonton (28 mars 1982 à Los Angeles)
- Les 2 buts les plus rapides à partir du début d'une période, les 2 équipes : 14 s, Rangers de New York, Nordiques de Québec (5 novembre 1983 à Québec en 3e période)
- Les 2 buts les plus rapides à partir du début d'une période, 1 équipe : 21 s, Black Hawks de Chicago (5 novembre 1983 à Minnesota)

### Marqueurs de 50, 40, 30 et 20 buts
- Marqueurs de 50 buts : 3, Oilers d'Edmonton, 1983-1984 (Wayne Gretzky, 87, Glenn Anderson, 54, Jari Kurri, 52) et Oilers d'Edmonton, 1985-1986 (Jari Kurri, 68, Glenn Anderson, 54, Wayne Gretzky, 52)
- Marqueurs de 40 buts : 4, Oilers d'Edmonton, 1982-1983 (Wayne Gretzky, 71, Glenn Anderson, 48, Mark Messier, 48 Jari Kurri, 45), Oilers d'Edmonton, 1983-1984 (Wayne Gretzky, 87, Glenn Anderson, 54, Jari Kurri, 52 et Paul Coffey, 40), Oilers d'Edmonton, 1984-1985 (Wayne Gretzky, 73, Jari Kurri, 71, Mike Krushelnyski, 43, Glenn Anderson, 42), Oilers d'Edmonton, 1985-1986 (Jari Kurri, 68, Glenn Anderson, 54, Wayne Gretzky, 52, Paul Coffey, 48) et Flames de Calgary, 1987-1988 (Joe Nieuwendyk, 51, Hakan Loob, 50, Mike Bullard, 48, Joe Mullen, 40)
- Marqueurs de 30 buts : 6, Sabres de Buffalo, 1974-1975 (Rick Martin, 52, René Robert, 40, Gilbert Perreault, 39, Don Luce, 33, Rick Dudley,31 , Danny Gare, 31), Islanders de New York, 1977-1978 (Mike Bossy, 53, Bryan Trottier, 46, Clark Gillies, 35, Denis Potvin, 30, Bob Nystrom, 30, Bob Bourne, 30) et Jets de Winnipeg, 1984-1985 (Dale Hawerchuk, 53, Paul MacLean, 41, Laurie Boschman, 32, Brian Mullen, 32, Doug Smail, 31, Thomas Steen, 30)
- Marqueurs de 20 buts : 11, Bruins de Boston, 1977-1978 (Peter McNab, 41, Terry O'Reilly, 29, Bobby Schmautz, 27, Stan Jonathan, 27, Jean Ratelle, 25, Rick Middleton, 25, Wayne Cashman, 24, Gregg Sheppard, 23, Brad Park, 22, Don Marcotte, 20, Bob Miller, 20)

### Marqueurs de 100 points
- Marqueurs de 100 points : 4, Bruins de Boston, 1970-1971 (Phil Esposito, 152, Bobby Orr, 139, John Bucyk, 116, Ken Hodge, 105), Oilers d'Edmonton, 1982-1983 (Wayne Gretzky, 196, Mark Messier, 106, Glenn Anderson, 104, Jari Kurri, 104), Oilers d'Edmonton, 1983-1984 (Wayne Gretzky, 205, Paul Coffey, 126, Jari Kurri, 113, Mark Messier, 101), Oilers d'Edmonton, 1985-1986 (Wayne Gretzky, 215, Paul Coffey, 138, Jari Kurri, 131, Glenn Anderson, 102), Penguins de Pittsburgh, 1992-1993 (Mario Lemieux, 160, Kevin Stevens, 111, Rick Tocchet, 109, Ron Francis, 100)

### Tirs au but
- Plus de tirs, les 2 équipes, 1 partie : 141, Americans de New York, Pirates de Pittsburgh (26 décembre 1925 à New York. 73 tirs par New York contre 68 par Pittsburgh)
- Plus de tirs, 1 équipe, 1 partie : 83, Bruins de Boston (4 mars 1941 à Boston contre Chicago)
- Plus de tirs, 1 équipe, 1 période : 33, Lightning de Tampa Bay (21 octobre 2018 à Chicago en 2e période contre Chicago)

### Buts alloués
- Moins de buts alloués : 42, Sénateurs d'Ottawa, 1925-1926 (36 parties jouées)
- Moins de buts alloués (minimum de 70 parties) : 131, Maple Leafs de Toronto, 1953-1954 (70 parties jouées) et Canadiens de Montréal, 1955-1956 (70 parties)
- Plus petite moyenne de buts alloués par partie : 0,98, Canadiens de Montréal, 1928-1929 (43BA en 44 parties jouées)

- Plus de buts alloués : 446, Capitals de Washington, 1974-1975 (80 parties jouées)
- Plus haute moyenne de buts alloués par partie : 7,38, Bulldogs de Québec, 1919-1920 (177 buts en 24 parties jouées)
- Plus de buts alloués en supériorité numérique : 122, Blackhawks de Chicago, 1988-1989 (80 parties jouées)
- Plus de buts alloués en infériorité numérique : 22, Penguins de Pittsburgh, 1984-1985 (80 parties jouées), North Stars du Minnesota, 1991-1992 (80 parties jouées) et Avalanche du Colorado, 1995-1996 (82 parties jouées)

### Blanchissages
- Plus de blanchissages : 22, Canadiens de Montréal, 1928-1929, tous réussis par George Hainsworth (44 parties jouées)
- Plus de blanchissages consécutifs : 6, Sénateurs d'Ottawa (31 janvier au 18 février 1928), tous réussis par Alec Connell
- Plus de blanchissages consécutifs à partir du début de la saison : 5, Maple Leafs de Toronto (13 novembre au 22 novembre 1930), dont 3 par Lorne Chabot et 2 par Benny Grant
- Plus de blanchissages subis par l'équipe : 20, Black Hawks de Chicago, 1928-1929 (44 parties jouées)
- Plus de blanchissages consécutifs subis par l'équipe : 8, Black Hawks de Chicago (7 au 28 février 1929)
- Plus de blanchissages consécutifs subis par l'équipe à partir du début de la saison : 3, Maroons de Montréal (11 au 18 novembre 1930)

### Pénalités
- Plus de minutes de pénalités : 2 713, Sabres de Buffalo, 1991-1992
- Plus de pénalités, les 2 équipes, 1 partie : 85, Oilers d'Edmonton (44), Kings de Los Angeles (41) (28 février 1990 à Los Angeles)
- Plus de minutes de pénalités, les 2 équipes, 1 partie : 419, Sénateurs d'Ottawa (206), Flyers de Philadelphie (213) (5 mars 2004 à Philadelphie)
- Plus de pénalités, 1 équipe, 1 partie : 44, Oilers d'Edmonton (28 février 1990 à Los Angeles)
- Plus de minutes de pénalités, 1 équipe, 1 partie : 213, Flyers de Philadelphie (5 mars 2004 à Philadelphie)
- Plus de pénalités, les 2 équipes, 1 période : 67, North Stars du Minnesota, Bruins de Boston (26 février 1981 en 1re période à Boston)
- Plus de minutes de pénalités, les 2 équipes, 1 période : 409, Sénateurs d'Ottawa (200), Flyers de Philadelphie (209) (5 mars 2004 en 3e période à Philadelphie)
- Plus de pénalités, 1 équipe, 1 période : 34, North Stars du Minnesota (26 février 1981 en 1re période à Boston)
- Plus de minutes de pénalités, 1 équipe, 1 période : 209, Flyers de Philadelphie (5 mars 2004 en 3e période contre Boston)

## Tirs de barrage
Les tirs de barrage ou la fusillade au hockey sur glace est une situation qui survient dans un match lorsqu'il y a égalité au niveau du pointage après les trois périodes réglementaires et la (les) prolongation(s) disputée(s). Chacune des 2 équipes doit choisir 3 joueurs qui vont exécuter chacun leur tour et en alternance de chaque équipe un tir au but contre le gardien de l'équipe adverse. À la fin de la ronde, l'équipe dont les joueurs auront réussi le plus de buts se verra attribuer la victoire et 2 points au classement général et l'autre équipe se verra attribuer une défaite dite en fusillade et recevra un point au classement général. Si après la ronde de 3 joueurs il y a égalité de buts entre les 2 équipes, une nouvelle ronde a lieu mais avec 1 joueur de chaque équipe au lieu de 3 jusqu'à ce que l'égalité soit brisée.
Voici différents records collectifs de la LNH survenus lors de la fusillade.
- Plus de matchs décidés en fusillade pour une saison : 21 parties ont connu la fusillade chez les Capitals de Washington en 2013-2014. Les Caps en ont gagné 10 et perdu 11
- Plus de matchs décidés en fusillade : 142 parties ont connu la fusillade chez les Panthers de la Floride. Les Panthers en ont gagné 61 et perdu 81
- Plus de victoires en fusillade pour une saison : 15 victoires sur 19 parties survenues en fusillade pour les Oilers d'Edmonton de 2007-2008
- Plus de victoires en fusillade : 73 victoires ont été accomplies par les Penguins de Pittsburgh en 121 parties
- Plus de victoires en fusillade à domicile pour une saison : 8 victoires en 9 parties jouées par les Oilers d'Edmonton de 2007-2008 et en 12 parties jouées par les Devils du New Jersey de 2011-2012
- Plus de victoires en fusillade à domicile : 40 victoires se sont concrétisées en 72 parties survenues en fusillade pour les Devils du New Jersey
- Plus de victoires en fusillade sur la route pour une saison : 8 victoires en 12 parties jouées par les Coyotes de Phoenix de 2009-2010 et en 12 parties également par les Flames de Calgary de 2010-2011
- Plus de victoires en fusillade sur la route : 40 victoires se sont concrétisées en 66 parties survenues en fusillade pour les Penguins de Pittsburgh
- Plus de tirs en fusillade exécutés en une saison : 90 tirs furent exécutés en 20 parties survenues en fusillade par les Coyotes de Phoenix de 2009-2010
- Plus de tirs en fusillade exécutés : 505 tirs furent exécutés en 142 parties survenues en fusillade par les Panthers de la Floride
- Plus de buts en fusillade comptés en une saison : 34 buts furent comptés sur 90 tirs exécutés en 20 parties par les Coyotes de Phoenix de 2009-2010
- Plus de buts en fusillade comptés : 167 buts furent comptés en 127 parties par les Islanders de New York
- Plus haut pourcentage de réussites en une saison : 75 % par les Penguins de Pittsburgh de 2012-2013 en 3 parties (6 buts sur 8 tirs)
- Plus haut pourcentage de réussites : 39,2 % par l'Avalanche du Colorado en 105 parties (142 buts sur 362 tirs)
- Moins de buts en fusillade alloués en une saison : 1  but fut alloué par les Capitals de Washington de 2012-2013 sur 9 tirs alloués en 3 parties survenues en fusillade
- Moins de buts en fusillade alloués : 102 buts furent alloués par l'Avalanche du Colorado sur 360 tirs alloués en 105 parties survenues en fusillade
- Plus haut pourcentage de victoires en fusillade en une saison : 100 % par Détroit de 2016-2017 avec 9 victoires en 9 parties, Colorado de 2015-2016 avec 4 victoires en 4 parties, Pittsburgh de 2012-2013 avec 3 victoires en 3 parties et par Washington de 2012-2013 avec 3 victoires en 3 parties
- Plus haut pourcentage de victoires en fusillade : 64,8 % par l'Avalanche du Colorado avec 68 victoires en 105 parties

## Séries éliminatoires
Liste de records réalisés par les formations de la LNH pendant les séries d'après-saison.

### Parties jouées et apparitions en séries
- Plus grand nombre de matchs disputés par toutes les équipes en une saison éliminatoire : 93 matchs ont été joués en 2014
- Plus grand nombre de matchs disputés par une équipe en une saison éliminatoire : 26 matchs ont été joués par les Flyers de Philadelphie en 1987, les Flames de Calgary en 2004, les Kings de Los Angeles en 2014 et le Lightning de Tampa Bay en 2015
- Plus de championnats de la Coupe Stanley (depuis 1893) : 24 Coupes Stanley ont été remportées par les Canadiens de Montréal en 1916, 1924, 1930, 1931, 1944, 1946, 1953, 1956, 1957, 1958, 1959, 1960, 1965, 1966, 1968, 1969, 1971, 1973, 1976, 1977, 1978, 1979, 1986 et 1993
- Plus de championnats consécutifs de la Coupe Stanley : 5 par les Canadiens de Montréal en 1956, 1957, 1958, 1959 et 1960
- Plus d'apparitions en séries finales de la Coupe Stanley : 32 fois les Canadiens de Montréal ont disputé la finale de la Coupe Stanley en 98 ans d'histoire
- Plus d'apparitions consécutives en séries finales de la Coupe Stanley : 10 par les Canadiens de Montréal de 1951 à 1960 inclusivement
- Plus d'années en séries : 83 fois les Canadiens de Montréal ont fait les séries en 100 ans d'histoire
- Plus d'années consécutives en séries : 29 années de suite les Bruins de Boston ont fait les séries éliminatoires de 1968 à 1996 inclusivement

### Victoires
- Plus de parties gagnées à domicile par une équipe en une saison éliminatoire : 12 parties en 13 ont été remportées par les Devils du New Jersey en 2003
- Plus de parties gagnées à domicile par toutes les équipes en une saison éliminatoire :59 parties sur 86  en 2013
- Plus de parties gagnées à l'étranger par une équipe en une saison éliminatoire : 10 parties ont été remportées par les Devils du New Jersey en 1995, les Devils du New Jersey en 2000, les Flames de Calgary en 2004 et les Kings de Los Angeles en 2012
- Plus de parties gagnées à l'étranger par toutes les équipes en une saison éliminatoire : 47 parties sur 86 en 2012
- Plus de victoires en prolongation par une équipe en une saison éliminatoire : 10 parties ont été remportées en prolongation par l'édition 1993 des Canadiens de Montréal
- Plus de victoires gagnées à domicile en prolongation par une équipe en une saison éliminatoire : 4 parties ont été remportées en prolongation par les Blues de Saint-Louis en 1968, les Canadiens de Montréal en 1993, les Blackhawks de Chicago en 2013 et les Penguins de Pittsburgh en 2016
- Plus de victoires gagnées à l'étranger en prolongation par une équipe en une saison éliminatoire : 6 parties ont été remportées en prolongation par les Canadiens de Montréal de 1993
- Plus grand nombre de matchs 7 gagnés en séries éliminatoires dans l'histoire de la LNH : 15, Canadiens de Montréal et Boston Bruins (sur 24 matchs joués pour les Canadiens, sur 28 pour les Bruins)

### Défaites
- Plus de défaites par une équipe en une saison éliminatoire : 12 défaites par les Rangers de New York en 2014 et le Lightning de Tampa Bay de 2015
- Plus de défaites à domicile par une équipe en une saison éliminatoire : 7 défaites par les Flames de Calgary de 2004 et le Lightning de Tampa Bay de 2015
- Plus de défaites à l'étranger par une équipe en une saison éliminatoire : 8 défaites par les Kings de Los Angeles de 2013
- Plus de défaites en prolongation par une équipe en une saison éliminatoire : 4 défaites ont été subies en prolongation par les Canadiens de Montréal en 1951, les Blues de Saint-Louis en 1968, les Rangers de New York en 1979, les Kings de Los Angeles en 1991, les Kings de Los Angeles en 1993, les Devils du New Jersey en 1994, les Blackhawks de Chicago en 1995, les Flyers de Philadelphie en 1996, les Stars de Dallas en 1999, les Red Wings de Détroit en 2002, les Devils du New Jersey en 2003, les Capitals de Washington en 2012, les Rangers de New York en 2014 et les Sharks de San José en 2016
- Plus de défaites en prolongation à domicile par une équipe en une saison éliminatoire : 4 défaites en prolongation par l'édition de 2002 des Red Wings de Détroit
- Plus de défaites en prolongation à l'étranger par une équipe en une saison éliminatoire : 3 défaites en prolongation par les Kings de Los Angeles en 1991, les Blackhawks de Chicago en 1995, les Blues de Saint-Louis en 1996, les Stars de Dallas en 1999, les Devils du New Jersey en 2003, les Kings de Los Angeles en 2013, les Rangers de New York en 2013, les Rangers de New York en 2014, les Capitals de Washington en 2015, les Sharks de San José en 2016 et les Rangers de New York en 2017

### Séquences de matchs en séries
- Plus longue séquence de matchs gagnés consécutivement en séries : 14 victoires consécutives par les Penguins de Pittsburgh (du 9 mai 1992 au 25 avril 1993)
- Plus de victoires consécutives par une équipe en une saison éliminatoire : 11 victoires consécutives par les Blackhawks de Chicago en 1992, les Penguins de Pittsburgh en 1992 et les Canadiens de Montréal en 1993
- Plus de victoires consécutives dans une finale de la Coupe Stanley : 10 par les Canadiens de Montréal (1976-1978)
- Plus longue séquence de matchs perdus consécutivement en séries : 16 défaites consécutives ont été encaissées par les Black Hawks de Chicago (du 20 avril 1975 au 8 avril 1980)
- Plus de défaites consécutives dans une finale de la Coupe Stanley : 12 par les Blues de Saint-Louis (1968-1970)
- Plus de balayages en série finale depuis que le format quatre-de-sept a été introduit en 1939 : 6 par les Canadiens de Montréal (1944, 1960, 1968, 1969, 1976 et 1977)
- Équipes qui sont revenues d'un déficit de 3 matchs à 0 en séries : 4, Maple Leafs de Toronto (en 1942 contre les Red Wings de Détroit), Islanders de New York (en 1975 contre les Penguins de Pittsburgh), Flyers de Philadelphie (en 2010 contre les Bruins de Boston), Kings de Los Angeles (en 2014 contre les Sharks de San José)

### Buts en séries par une équipe
- Plus de buts en une série : 44 par les Oilers d'Edmonton en 1985 pour une série quatre-de-sept remportée 4-2 contre Chicago par 44 buts contre 25
- Plus de buts en une série de 2 parties : 11 par les Sabres de Buffalo en 1977 pour une série deux-de-trois remportée 2-0 par Buffalo sur Minnesota 11 buts contre 3 et en 1978 pour une série deux-de-trois remportée 2-0 par Toronto sur Los Angeles 11 buts contre 3
- Plus de buts en une série de 3 parties : 23 par les Blackhawks de Chicago en 1985 pour une série trois-de-cinq remportée 3-0 contre Détroit 23 buts contre 8
- Plus de buts en une série de 4 parties : 28 par les Bruins de Boston en 1972 pour une série quatre-de-sept remportée 4-0 contre Saint-Louis 28 buts contre 8
- Plus de buts en une série de 5 parties : 35 par les Oilers d'Edmonton en 1983 pour une série quatre-de-sept remportée 4-1 contre Calgary 35 buts contre 13
- Plus de buts en une série de 6 parties : 44 par les Oilers d'Edmonton en 1985 pour une série quatre-de-sept remportée contre Chicago 44 buts contre 25
- Plus de buts en une série de 7 parties : 35 par les Flames de Calgary en 1995 pour une série quatre-de-sept remportée contre San José 35 buts contre 26
- Plus de buts par une équipe dans une finale de la Coupe Stanley : 9 par les Red Wings de Détroit contre les Maple Leafs de Toronto à Détroit dans le match 2 du 7 avril 1936 et par les Maple Leafs de Toronto contre les Red Wings de Détroit à Toronto dans le match 5 du 14 avril 1942

- Moins de buts en une série de 2 parties : 0 par les St-Patricks de Toronto en 1921 pour 2 défaites contre Ottawa 7 buts contre 0, les Americans de New York en 1929 pour 2 défaites contre les Rangers de New York 1 but contre 0, les Rangers de New York en 1931 pour 2 défaites contre Chicago 3 buts contre 0, les Black Hawks de Chicago en 1935 pour 2 défaites contre les Maroons de Montréal 1 à 0, les Maroons de Montréal en 1937 pour 2 défaites dans un trois-de-cinq contre les Rangers de New York 5 à 0 et les Americans de New York en 1939 pour 2 défaites dans un trois-de-cinq contre Toronto 5 à 0
- Moins de buts en une série de 3 parties : 1 par les Maroons de Montréal en 1936 pour 3 défaites dans un trois-de cinq (0-3) contre Détroit par la marque de 6 à 1
- Moins de buts en une série de 4 parties : 1 par le Wild du Minnesota en 2003 pour 4 défaites dans un quatre-de-sept (0-4) contre Anaheim par la marque de 9 à 1
- Moins de buts en une série de 5 parties : 2 par les Flyers de Philadelphie en 2002 pour 4 défaites dans un quatre-de-sept (1-4) contre Ottawa par la marque de 11 à 2
- Moins de buts en une série de 6 parties : 5 par les Bruins de Boston en 1951 pour 4 défaites, 1 victoire et une nulle dans un quatre-de-sept (1-4-1) contre Toronto par la marque de 17 à 5
- Moins de buts en une série de 7 parties : 8 par les Canucks de Vancouver en 2011 pour  défaites dans un quatre-de-sept (3-4) contre Détroit par la marque de 23 à 8

### Buts en séries par les deux équipes
- Plus de buts en une série : 69, dont 44 pour les Oilers d'Edmonton contre 25 pour les Black Hawks de Chicago en 1985 dans un quatre-de-sept gagné 4-2 par Edmonton
- Plus de buts en une série de 2 parties : 17, dont 10 pour les Arenas de Toronto contre 7 pour les Canadiens de Montréal en 1918 pour une série de deux parties décidée au total de buts remportée par Toronto
- Plus de buts en une série de 3 parties : 33, dont 20 pour les North Stars du Minnesota contre 13 pour les Bruins de Boston en 1981 remportée 3-0 par Minnesota
- Plus de buts en une série de 4 parties : 36, Bruins de Boston (28) contre les Blues de Saint-Louis (8) en 1972 remportée par Boston 4-0, North Stars du Minnesota (18) contre les Maple Leafs de Toronto (18) en 1983 remportée par Minnesota 3-1 et Oilers d'Edmonton (25) contre les Black Hawks de Chicago (11) en 1983 remportée par Edmonton 4-0
- Plus de buts en une série de 5 parties : 52, dont 32 pour les Oilers d'Edmonton contre 20 pour les Kings de Los Angeles en 1987 remportée 4-1 par Edmonton
- Plus de buts en une série de 6 parties : 69, dont 44 pour les Oilers d'Edmonton contre 25 pour les Black Hawks de Chicago en 1985 remportée 4-2 par Edmonton
- Plus de buts en une série de 7 parties : 61, dont 35 pour les Flames de Calgary contre 26 pour les Sharks de San José en 1995 remportée 4-3 par San José
- Plus de buts par les deux équipes dans une finale de la Coupe Stanley : 15 par les Black Hawks de Chicago (8) à Canadiens de Montréal (7) dans le match 5 du 8 mai 1973
- Moins de buts en une série de 2 parties : 1, Rangers de New York (1) contre les Americans de New York (0) en 1929 et les Maroons de Montréal (1) contre les Black Hawks de Chicago (0) en 1935 remportées au total de buts
- Moins de buts en une série de 3 parties : 7, Bruins de Boston (5) contre les Canadiens de Montréal (2) en 1929 et les Red Wings de Détroit (6) contre les Maroons de Montréal (1) en 1936. Boston et Détroit gagnent chacun 3 matchs à 0
- Moins de buts en une série de 4 parties : 9, dont 7 pour les Maple Leafs de Toronto contre 2 pour les Bruins de Boston en 1935 remportée 3-1 par Toronto
- Moins de buts en une série de 5 parties : 11, dont 6 pour les Maroons de Montréal contre 5 pour les Rangers de New York en 1928 remportée 3-2 par New York
- Moins de buts en une série de 6 parties : 16, dont 10 pour les Hurricanes de la Caroline contre 6 pour les Maple Leafs de Toronto en 2002 remportée 4-2 par la Caroline
- Moins de buts en une série de 7 parties : 18, dont 9 pour les Maple Leafs de Toronto contre 9 pour les Red Wings de Détroit en 1945 remportée 4-3 par Toronto

### Buts en un match ou une période
- Plus de buts par une équipe en un match : 13 par les Oilers d'Edmonton lors d'une victoire de 13-3 contre les Kings de Los Angeles à Edmonton le 9 avril 1987
- Plus de buts par une équipe en une période : 7 par les Canadiens de Montréal en troisième période lors d'une victoire de 11-0 contre Toronto à Montréal le 30 mars 1944
- Plus de buts par les deux équipes en un match : 18, Kings de Los Angeles (10) contre les Oilers d'Edmonton (8) le 7 avril 1982 remportée 3-2 par Los Angeles à Edmonton
- Plus de buts par les deux équipes en une période : 9, Rangers de New York (6) contre les Flyers de Philadelphie (3) le 24 avril 1979 en troisième période gagné par New York 8-3 à Philadelphie et Kings de Los Angeles (5) contre les Flames de Calgary (4) le 10 avril 1990 en deuxième période gagné par Los Angeles 12-4 à Los Angeles

### Buts en supériorité numérique
- Plus de buts en supériorité numérique par toutes les équipes en une saison éliminatoire : 199 en 1988 en 83 matchs
- Plus de buts en supériorité numérique par une équipe en une saison éliminatoire : 35 par les North Stars du Minnesota en 1991 en 23 matchs
- Plus de buts en supériorité numérique par une équipe en une série : 15 par les Islanders de New York en 1980 contre Philadelphie et par les North Stars du Minnesota en 1991 contre Chicago
- Plus de buts en supériorité numérique par les deux équipes en une série : 21, Islanders de New York (15) et Flyers de Philadelphie (6) en 1980, Islanders de New York (13) et Oilers d'Edmonton (8) en 1981, Flyers de Philadelphie (11) et Penguins de Pittsburgh (10) en 1989, North Stars du Minnesota (15) et Blackhawks de Chicago (6) en 1991, Flyers de Philadelphie (12) et Penguins de Pittsburgh (9) en 2012
- Plus de buts en supériorité numérique par une équipe en un match : 6 par les Bruins de Boston le 2 avril 1969 contre Toronto, match gagné par Boston 10-0
- Plus de buts en supériorité numérique par les deux équipes en un match : 8, North Stars du Minnesota (4) contre les Blues de Saint-Louis (4) le 24 avril 1991 au Minnesota, match gagné par Minnesota 8-4
- Plus de buts en supériorité numérique par une équipe en une période : 4, Maple Leafs de Toronto le 26 mars 1936, North Stars du Minnesota le 28 avril 1984, Bruins de Boston le 11 avril 1991, North Stars du Minnesota le 24 avril 1991, Blues de Saint-Louis le 27 avril 1998 et Capitals de Washington le 18 avril 2016
- Plus de buts en supériorité numérique par les deux équipes en une période : 5, North Stars du Minnesota (4) contre les Oilers d'Edmonton (1) le 28 avril 1984, Canucks de Vancouver (3) contre les Flames de Calgary (2) le 9 avril 1989, North Stars du Minnesota (4) contre les Blues de Saint-Louis (1) le 24 avril 1991

### Buts en désavantage numérique
- Plus de buts en désavantage numérique par toutes les équipes en une saison éliminatoire : 33 en 1988 en 83 matchs
- Plus de buts en désavantage numérique par une équipe en une saison éliminatoire : 10 par les Oilers d'Edmonton en 1983 en 16 matchs
- Plus de buts en désavantage numérique par une équipe en une série : 6 par les Flames de Calgary en 1995 contre San José et par les Canucks de Vancouver en 1995 contre Saint-Louis
- Plus de buts en désavantage numérique par les deux équipes en une série : 7, Bruins de Boston (4) et Rangers de New York (3) en 1958, Oilers d'Edmonton (5) et Flames de Calgary (2) en 1983, Canucks de Vancouver (6) et Blues de Saint-Louis (1) en 1995
- Plus de buts en désavantage numérique par une équipe en un match : 3, Bruins de Boston le 11 avril 1981, Islanders de New York le 17 avril 1983 et Oilers d'Edmonton le 17 avril 1983
- Plus de buts en désavantage numérique par les deux équipes en un match : 4, Bruins de Boston (3) contre les North Stars du Minnesota (1) le 11 avril 1981 et Islanders de New York (3) contre les Rangers de New York (1) le 17 avril 1983
- Plus de buts en désavantage numérique par une équipe en une période : 2, record réalisé 29 fois
- Plus de buts en désavantage numérique par les deux équipes en une période : 3, Maple Leafs de Toronto (2) contre les Red Wings de Détroit (1) le 5 avril 1947 et les Maple Leafs de Toronto (2) contre les Sharks de San José (1) le 8 mai 1994

### Buts les plus rapides
- 5 buts les plus rapides par les deux équipes : 3 min 6 s est le laps de temps le plus court qui s'est écoulé dans une partie pour qu'il y ait 5 buts comptés, le 21 avril 1985 lors d'un match opposant les North Stars du Minnesota aux Black Hawks de Chicago à Chicago
- 5 buts les plus rapides par une équipe : 3 min 36 s que cela a pris aux joueurs du Canadien de Montréal contre Toronto à Montréal pour établir cette marque le 30 mars 1944
- 4 buts les plus rapides par les deux équipes : 1 min 33 s est le temps pour que 4 buts se soient marqués entre les Maple Leafs de Toronto contre les Flyers de Philadelphie à Philadelphie le 20 avril 1976
- 4 buts les plus rapides par une équipe : 2 min 35 s est le temps record pour compter 4 buts par les Canadiens de Montréal à Montréal le 20 mars 1944
- 3 buts les plus rapides par les deux équipes : 21 s est le temps pour compter 3 buts entre les Black Hawks de Chicago et les Oilers d'Edmonton à Edmonton le 7 mai 1985
- 3 buts les plus rapides par une équipe : 23 s est le temps qui s'est écoulé pour permettre aux joueurs des Maple Leafs de Toronto d'établir un record le 12 avril 1979 à Toronto contre les Flames d'Atlanta
- 2 buts les plus rapides par les deux équipes : 5 s est le temps qui s'est écoulé le 14 avril 1979 à Buffalo lors d'un match opposant les Penguins de Pittsburgh aux Sabres de Buffalo pour que les 2 buts les plus rapides lors d'un match soient enfilés
- 2 buts les plus rapides par une équipe : 5 s est le temps minimal pour que 2 buts soient marqués par les Red Wings à Détroit contre Chicago le 11 avril 1965

### Prolongation
- Plus courte prolongation : 9 s, Canadiens de Montréal contre Flames de Calgary le 18 mai 1986 à Calgary, Brian Skrudland a compté pour les Canadiens à 9 s de la 1re période de prolongation
- Plus longue prolongation : 116 min 30 s, Red Wings de Détroit contre Maroons de Montréal le 24 mars 1936 à Montréal, Mud Bruneteau a compté pour les Maroons à 16 min 30 s de la 6e période de prolongation
- Plus de matchs en prolongation en une saison éliminatoire : 28, en 1993 sur 85 matchs disputés, 28 se sont décidés en surtemps
- Moins de matchs en prolongation en une saison éliminatoire : 0, en 1963 aucune des 16 parties disputées cette année s'est conclue en prolongation, la seule année depuis 1926 qu'aucune prolongation ne fut requise dans toutes les séries éliminatoires
- Plus de matchs en prolongation en une série : 5 par les Maple Leafs de Toronto et les Canadiens de Montréal en 1951, par les Coyotes de Phoenix et les Blackhawks de Chicago en 2012 et par les Capitals de Washington et les Maple Leafs de Toronto en 2017

### Tours du chapeau
- Plus de tours du chapeau par toutes les équipes en une saison éliminatoire : 12 en 1983 en 66 matchs et en 1988 en 83 matchs
- Plus de tours du chapeau par une équipe en une saison éliminatoire : 6, par les Oilers d'Edmonton en 16 parties en 1983 et ces mêmes Oilers ont récidivé en 18 parties en 1985

### Blanchissages
- Plus de blanchissages par toutes les équipes en une saison éliminatoire : 25 en 2002 sur 90 matchs joués; Détroit (6), Ottawa (4), Caroline, Colorado, Saint-Louis et Toronto (3), Los Angeles, New Jersey et Philadelphie (1)
- Moins de blanchissages par toutes les équipes en une saison éliminatoire : 0 en 1959 sur 18 matchs joués
- Plus de blanchissages par les deux équipes lors d'une série : 5 en 1945 entre les Maple Leafs de Toronto (3) et les Red Wings de Détroit (2) et en 1950 encore entre les Maple Leafs de Toronto (3) et les Red Wings de Détroit (2)

### Pénalités
- Moins de pénalités par les deux équipes dans un quatre-de-sept : 19 en 1945 entre les Red Wings de Détroit (10 mineures) et les Maple Leafs de Toronto (9 mineures)
- Moins de pénalités par une équipe dans un quatre-de-sept : 9 en 1945 par les Maple Leafs de Toronto à Détroit
- Plus de pénalités par les deux équipes en une série : 218 en 1988 entre les Devils du New Jersey et les Capitals de Washington
- Plus de minutes de pénalités par les deux équipes en une série : 654 en 1988 par les Devils du New Jersey (349) et les Capitals de Washington (305)
- Plus de pénalités par une équipe en une série : 118 en 1988 par les Devils du New Jersey contre Washington
- Plus de minutes de pénalités par une équipe en une série : 349 en 1988 par les Devils du New Jersey contre Washington
- Plus de pénalités par les deux équipes en un match : 66 par les Red Wings de Détroit (33) et les Blues de Saint-Louis (33) le 12 avril 1991 à Saint-Louis
- Plus de minutes de pénalités par les deux équipes en un match : 298 par les Red Wings de Détroit (152) et les Blues de Saint-Louis (146) le 12 avril 1991 à Saint-Louis
- Plus de pénalités par une équipe en un match : 34 par les North Stars du Minnesota à Chicago le 6 avril 1990
- Plus de minutes de pénalités par une équipe en un match : 152 par les Red Wings de Détroit à Saint-Louis le 12 avril 1991
- Plus de pénalités par les deux équipes en une période : 43 par les Rangers de New York (24) et les Kings de Los Angeles (19) le 9 avril 1981 en 1re période à Los Angeles
- Plus de minutes de pénalités par les deux équipes en une période : 248 par les Islanders de New York (124) et les Bruins de Boston (124) le 17 avril 1980 en 1re période à Boston
- Plus de pénalités par une équipe en une période : 24 par les Rangers de New York le 9 avril 1981 en 1re période à Los Angeles

## Records des séries éliminatoires de 1893 à 1918
- Plus de buts par les deux équipes en un match : 25 buts par les Silver Seven d'Ottawa et Dawson City à Ottawa le 16 janvier 1905. Ott 23, DC 2
- Plus de buts par une équipe en un match : 23 buts par les Silver Seven d'Ottawa à Ottawa le 16 janvier 1905
- Plus de buts par les deux équipes dans un deux-de-trois : 42 buts par les Silver Seven d'Ottawa et Queen's University à Ottawa en 1906. Ottawa a défait Queen's 16-7 le 27 février et 12-7 le 28 février
- Plus de buts par une équipe dans un deux-de-trois : 32 buts par les Silver Seven d'Ottawa en 1905 à Ottawa qui ont défait Dawson City 9-2 le 13 janvier et 23-2 le 16 janvier
- Plus de buts par les deux équipes dans un trois-de-cinq : 39 buts par les Arenas de Toronto et les Millionnaires de Vancouver à Toronto en 1918. Toronto gagna 5-3 le 20 mars, 6-3 le 26 mars et 2-1 le 30 mars. Vancouver gagna 6-4 le 23 mars et 8-1 le 28 mars. Toronto a compté 18 buts et Vancouver 21
- Plus de buts par une équipe dans un trois-de-cinq : 26 buts par les Millionnaires de Vancouver en 1915 à Vancouver qui ont défait les Sénateurs d'Ottawa 6-2 le 22 mars, 8-3 le 24 mars et 12-3 le 26 mars